# 新澤西理工學院
新澤西理工學院（New Jersey Institute of Technology，縮寫：NJIT）是位於美國新澤西州紐華克的一所公立研究型大學，創立於1881年。 該學院坐落於紐約大都會區內，距離紐華克市中心很近，距離紐約市也只有14.5（9.0英里），交通便捷。

## 历史
1881年纽瓦克技术学校（Newark Technical School）设立，此即新泽西理工学院的前身，该学校在1884年开课。
艾伦·R·卡利莫尔（Allan R. Cullimore）在1920年至1949年担任其校长，任期内的1930年将其改为纽瓦克工程学院（Newark College of Engineering）
1973年新泽西建筑学校（New Jersey School of Architecture）并入该校。1975年纽瓦克工程学院改现名新泽西理工学院（New Jersey Institute of Technology），以示其课程涵盖各类理工学科。
1979年盖起第一座学生公寓“Redwood Hall”。

## 研究
新澤西理工學院在各大學術評比中表現傑出，特別是在回報投資（ROI）和實惠性方面。它被《紐約時報》評為第一的公立大學，而《華爾街日報/College Pulse》則將其列為公立大學第二名，總排名第19名。根據《美國新聞與世界報道》的數據，该校在全國大學中位列前100名，並在公立大學中排名第42位。此外，該學院在《福布斯》雜誌中被評為全美最佳大學第75名，並在公立學院中位列新澤西州第一，全國第28名。
大熊湖太陽天文台由该学院运作。

## 公共交通
纽瓦克轻轨服务于新泽西理工校园。位于Lock Street上的Warren Street/NJIT Light Rail Station可搭乘轻轨列车前往纽瓦克宾州车站（美铁，新泽西捷运和PATH地铁的枢纽），仅仅耗时四分种。轻轨站位于地下，出入口在Lock Street两侧，前往宾州车站的入口位于街道西侧（Wellness and Events Center体育馆对面），前往Grove St的站台入口位于街道东侧（Wellness and Events Center体育馆那一侧）。

## 外部連結
- New Jersey Institute of Technology website （页面存档备份，存于）
- NJIT Highlanders Athletics （页面存档备份，存于）

40°44′31″N 74°10′44″W / 40.742°N 74.179°W